# Avance rapide
Avance Rapide est un roman de science-fiction de l'écrivain anglais Michael Marshall Smith ; il s'agit de son premier roman, publié pour la première fois en 1994 par HarperCollins. Il a remporté le August Derleth Award (1995) et le prix Philip K. Dick (2000). 

## Résumé
Le protagoniste, Stark, vit dans une grande ville non identifiée, appelée uniquement La Ville, plusieurs siècles dans le futur. La ville comprend une variété de quartiers qui imposent leurs propres règles aux résidents. Le quartier de Stark est celui de la couleur, où l'on doit apprécier les couleurs et où un ordinateur central modifie les couleurs des rues. Parmi les autres quartiers, citons le Centre d'action, où les employés de bureau yuppies s'efforcent continuellement d'améliorer leur statut ; Stable, un quartier entouré de murs et couvert d'un toit où les habitants sont amenés à croire qu'ils sont les seuls survivants d'une guerre nucléaire survenue des siècles plus tôt ; et Chat, un quartier déserté par les humains et habité uniquement par des chats, malgré le fait que les magasins soient toujours bien achalandés et les rues toujours propres et ordonnées, auquel on accède par un ensemble de portes en fer qui ne s'ouvrent que pour les vrais amoureux des chats.
Stark, un dépanneur indépendant, accepte le travail d'un membre haut placé du Centre d'action pour localiser Alkland, un Actioneer de haut rang qui a disparu. Stark a l'intuition qu'Alkland a été kidnappé et suit les informations selon lesquelles il pourrait se trouver à Red, un quartier dangereux contrôlé par des gangs. Stark fait appel à un vieil ami de Red, Ji, pour découvrir, en survivant à une guerre de territoire entre gangs, qu'Alkland a été emmené à Stable. Après avoir dangereusement infiltré Stable, échappé à une attaque armée d'inconnus et extrait Alkland, Stark apprend qu'Alkland a en fait été introduit clandestinement dans Stable sur son propre ordre.
Alkland explique son départ par le fait qu'il a appris que le Centre d'action utilise un médicament produit de manière tout à fait contraire à l'éthique, et Stark comprend que le Centre d'action veut s'emparer d'Alkland pour l'empêcher de dénoncer la situation. Pendant qu'Alkland dort, il est victime d'une étrange crise d'épilepsie que Stark reconnaît comme quelque chose de son passé, qui ne peut être soigné que dans un endroit très inhabituel. Survivant à un attentat à la bombe contre l'appartement par des Actioneers, Stark emmène Alkland dans un quartier de la côte.
Stark demande à un vieil ami de lui faire une faveur et de prendre un court vol. Pendant ce temps, Stark et Alkland marchent sur le front de mer, où ils constatent que la mer a soudainement disparu et a été remplacée par un paysage étrange. Stark explique que, des siècles plus tôt, quelqu'un a accidentellement trouvé le moyen de faire en sorte que l'illusion de la mer ressemblant à de la terre vue d'en haut soit vraie. Ils pénètrent dans une région indistincte qui fonctionne selon la logique surréaliste des rêves, et que Stark appelle Jeamland. Après avoir traversé une série d'événements cauchemardesques, au cours desquels ils se rendent compte que quelqu'un ou quelque chose de terrible les poursuit, Stark et Alkland retournent à la ville, se réfugiant dans Cat. La présence cauchemardesque les retrouve et tue Alkland, mais Stark et Ji parviennent à la vaincre.
En tant que narrateur, Stark révèle que c'est lui qui a découvert le moyen d'entrer dans Jeamland, en 1994, avec son ami Rafe. Après avoir exploré Jeamland ensemble, ils ont débouché dans la Cité et se sont retrouvés dans l'incapacité de retourner dans leur propre monde. Après avoir vécu quelque temps dans la ville, Stark est entré dans une zone abandonnée et envahie de bâtiments anciens en ruine, et a vu une statue effondrée de l'amiral Nelson, réalisant à ce moment-là qu'il n'avait pas voyagé dans un autre monde, mais dans le futur. Pendant ce temps, Rafe, perturbé par une expérience cauchemardesque à Jeamland, est devenu fou. Après que Rafe a accumulé un dangereux pouvoir sur Jeamland, Stark et Ji sont obligés de le traquer et de le tuer. Stark explique que la présence cauchemardesque qu'ils combattaient était un souvenir de Rafe, maintenu en vie par Jeamlan.